# Chris Jones (giocatore di football americano 1990)
Christopher Dwightstone Jones (Columbus, 12 luglio 1990) è un giocatore di football americano statunitense che gioca nel ruolo di defensive tackle per i San Francisco 49ers della National Football League (NFL). Fu scelto nel corso del sesto giro (198º assoluto) del Draft NFL 2013 dagli Houston Texans. Al college ha giocato a football alla Bowling Green State University.

## Carriera professionistica

### Houston Texans
Jones fu scelto nel corso del sesto giro del Draft 2013 dagli Houston Texans. Il 31 agosto 2013 fu svincolato.

### Tampa Bay Buccaneers
Il 1º settembre 2013, Jones firmò coi Tampa Bay Buccaneers ma fu svincolato dieci giorni dopo senza mai scendere in campo.

### New England Patriots
L'11 settembre 2013, Jones firmò coi New England Patriots con cui debuttò come professionista nella gara della settimana 4 contro gli Atlanta Falcons. La settimana successiva mise a segnò i suoi primi 1,5 sack contro i Cincinnati Bengals. Nella settimana 7, Jones fece registrare 10 tackle e mise a referto 2 sack su Geno Smith dei New York Jets. La sua stagione da rookie si concluse con 54 e 6 sack in 13 presenze, 11 delle quali come titolare.

## Palmarès

### Franchigia
- Super Bowl : 1

New England Patriots: XLIX
- American Football Conference Championship: 1

New England Patriots: 2014

## Statistiche
| Partite totali      | 13  |
| Partite da titolare | 11  |
| Tackle              | 54  |
| Sack                | 6,0 |
| Intercetti          | 0   |

Statistiche aggiornate alla stagione 2013